# Neublans-Abergement
Neublans-Abergement település Franciaországban, Jura megyében. Lakosainak száma 549 fő (2022. január 1.). Neublans-Abergement Petit-Noir, Authumes, Fretterans és Mouthier-en-Bresse községekkel határos.

## Népesség
A település népességének változása:
| Lakosok száma | 407  | 383  | 362  | 438  | 530  | 528  | 545  | 541  | 541  | 549  |
|               | 1968 | 1982 | 1990 | 2006 | 2013 | 2015 | 2017 | 2019 | 2020 | 2022 |